# Scytalina cerdale
Scytalina cerdale är en art i underordningen tånglakelika fiskar (Zoarcoidei) och den enda arten i familjen Scytalinidae.
Arten lever i kalla regioner av nordöstra Stilla havet på havsbotten som kännetecknas av klippor och sand. Utbredningsområdet sträcker sig från Alaska till Kalifornien. Fisken blir omkring 15 cm lång och gömmer sig vid fara i sanden.